# Pygeum caudatum
Pygeum caudatum är en rosväxtart som beskrevs av Elmer Drew Merrill. Pygeum caudatum ingår i släktet Pygeum och familjen rosväxter. Inga underarter finns listade i Catalogue of Life.